# Комптон, Уильям (военный)
Уильям Комптон (англ. William Compton; 1625—1665) — третий сын Спенсера Комптона, 2-го графа Нортгемптона, преданного сторонника короля Карла I, убитого во время гражданской войны в 1643 году. Старший брат Генри Комптона.
Подобно отцу, верный приверженец Карла I, Комптон, в восемнадцать лет командуя полком, взял город Банбери и два года защищался от парламентских войск; в 1648 году он участвовал в экспедиции графа Кента. До Реставрации Комптон участвовал во всех попытках захватить власть в интересах Карла II и два раза попадался в руки республиканцев. После возвращения Карла II был членом нижней палаты и Тайного совета.